# Sericipterus
Sericipterus es un género extinto de pterosaurios Rhamphorhynchidae. Se encontró en la formación Shishugou, del Jurásico superior, en Xinjiang, China.
El género fue nombrado y descrito en 2010 por Brian Andres, James Matthew Clark y Xu Xing. La especie tipo es Sericipterus wucaiwanensis. El nombre del género se driva del latín sericum, "seda", una referencia a la Ruta de la Seda, y del griego latinizado pteron, "ala". El nombre científico de la especie se refiere al área de Wucaiwan, que en sí misma significa "bahía de cinco colores" debido a las capas de rocas de varios colores.

## Descripción
El holotipo, IVPP V14725, consiste en una serie de huesos desarticulados y parcialmente aplastados que están preservados en tres dimensiones. Su envergadura estimada es de al menos 1,73 metros. El cráneo de Sericipterus es similar al de los "ranforrincoides" (pterosaurios basales) Angustinaripterus y Harpactognathus. Su peculiaridad principal es la existencia de tres crestas, una baja en el hocico, una breve cresta baja en el hueso parietal en la parte superior de la cabeza y una corta cresta transversal que conectaba el borde frontal de la última. La cresta parietal es la primera encontrada en un pterosaurio no pterodactiloide.
Lo mismo es cierto para la roseta dental, que tenía dos pares de dientes cónicos que se proyectaban hacia adelante, formada por un estrechamiento del hocico detrás de estos largos dientes. Otros probables cinco pares de dientes estaban presentes en una posición trasera en la mandíbula superior. El número en la mandíbula inferior es desconocido. Excepto por el primer par de dientes que era más recto, los dientes eran recurvados, de punta aguda, cubiertos de esmalte liso y circulares en vista transversal pero equipados con dos quillas que les daba bordes afilados.

## Clasificación
Tras un nuevo y exhaustivo análisis cladístico de los pterosaurios, Sericipterus se coloca como un taxón hermano de Angustinaripterus dentro de los Rhamphorhynchinae, un clado que también incluye otros grandes "ranforrincoideos", que fueron predadores terrestres de pequeños tetrápodos y que se conservan en sedimentos terrestres.
Cladograma que muestra la posición filogenética de Sericipterus, según Andres et al., 2010:
|  | Rhamphorhynchus |
|  |                 |
|  | Cacibupteryx    |
|  |                 |

|         | Harpactognathus                                                    |
|         |                                                                    |
| unnamed | \| \| Angustinaripterus \| \| \| \| \| \| Sericipterus \| \| \| \| |
|         | \| \| Angustinaripterus \| \| \| \| \| \| Sericipterus \| \| \| \| |
|         | Angustinaripterus                                                  |
|         |                                                                    |
|         | Sericipterus                                                       |
|         |                                                                    |

|  | Angustinaripterus |
|  |                   |
|  | Sericipterus      |
|  |                   |

|  | Rhamphorhynchus |
|  |                 |
|  | Cacibupteryx    |
|  |                 |

|         | Harpactognathus                                                    |
|         |                                                                    |
| unnamed | \| \| Angustinaripterus \| \| \| \| \| \| Sericipterus \| \| \| \| |
|         | \| \| Angustinaripterus \| \| \| \| \| \| Sericipterus \| \| \| \| |
|         | Angustinaripterus                                                  |
|         |                                                                    |
|         | Sericipterus                                                       |
|         |                                                                    |

|  | Angustinaripterus |
|  |                   |
|  | Sericipterus      |
|  |                   |

|  | Rhamphorhynchus |
|  |                 |
|  | Cacibupteryx    |
|  |                 |

|         | Harpactognathus                                                    |
|         |                                                                    |
| unnamed | \| \| Angustinaripterus \| \| \| \| \| \| Sericipterus \| \| \| \| |
|         | \| \| Angustinaripterus \| \| \| \| \| \| Sericipterus \| \| \| \| |
|         | Angustinaripterus                                                  |
|         |                                                                    |
|         | Sericipterus                                                       |
|         |                                                                    |

|  | Angustinaripterus |
|  |                   |
|  | Sericipterus      |
|  |                   |

|  | Rhamphorhynchus |
|  |                 |
|  | Cacibupteryx    |
|  |                 |

|         | Harpactognathus                                                    |
|         |                                                                    |
| unnamed | \| \| Angustinaripterus \| \| \| \| \| \| Sericipterus \| \| \| \| |
|         | \| \| Angustinaripterus \| \| \| \| \| \| Sericipterus \| \| \| \| |
|         | Angustinaripterus                                                  |
|         |                                                                    |
|         | Sericipterus                                                       |
|         |                                                                    |

|  | Angustinaripterus |
|  |                   |
|  | Sericipterus      |
|  |                   |

Una sinapomorfia de Angustinaripterus y Sericipterus es la forma elíptica de la protuberancia en el hocico. Otras características, que se encuentran en los dos taxones son las fosas nasales estrechas distintivas, la proyección hacia abajo desde la parte posterior de la mejilla y la curvatura interna de los dientes posteriores. Sericipterus es de constitución más robusta que Angustinaripterus. Esta característica la comparte con su más cercano pariente conocido, Harpactognathus. Ambas especies compartían varias características comunes como la cresta en el hocico, la línea ondulada y la mandíbula estrecha en la base de los dientes.